# 陰雲
阴云（543年—583年6月15日），字羅雲，金明郡广乐县（今陕西省延安市安塞区）人，北周、隋朝官员。

## 生平
阴云年少时果敢刚毅，有军事才干，性情谨慎忠厚，守信用。阴云最初为晋荡公宇文护引荐出任内亲信，很快加都督。阴云很快又转任大都督、内外府骑兵曹。天和元年（566年），柱国陆腾率领军队南征反叛的蛮族，宇文护任命阴云担任陆腾的监军，阴云因军功出任使持节、车骑大将军、仪同三司。不久阴云又出任内外府掾。建德四年（575年）八月，周武帝东征时，阴云跟随随国公杨坚、广宁侯薛回率领水军沿着渭河进入黄河洛阳段狙击北齐水军，在洛阳北部的河桥用火攻大败齐军。建德五年（576年），阴云又跟随周武帝攻克晋州，平定北齐，因为军功出任使持节、开府仪同大将军，封东光县开国公，食邑一千户，又得到赏赐丝织品一千段，奴婢一百人，女乐二十人。宇文神举镇守并州的时候，周武帝诏令阴云出任并州总管府长史，以参谋军务。宣政元年（578年），阴云跟随宇文神举在三垍击败突厥。
大象二年（580年），杨坚担任丞相时，征召阴云出任丞相掾。尉迟迥起兵反对杨坚，杨坚任命韦孝宽为元帅进攻尉迟迥，命令阴云担任监军，各位将军都受到阴云节度。当时韦孝宽患病，不能亲自主持军事，经常躺在营帐里，派遣妇人传递命令，全军的纪律约束都取決于阴云。尉迟迥被平定后，阴云因功升任使持节、柱国，封赵郡公，食邑三千户，很快转任相府司录，加少司空。隋朝建立后，因为崤山以东刚刚平定，朝廷命令阴云率领一万人镇守崤山以东。不久阴云检校幽州总管，兼任幽州刺史。开皇二年（580年），突厥入侵隋朝，阴云率领三位总管统帅的士兵，越过长城向北三百里，与突厥在赤柯泊交战，大败敌军。
北齐灭亡后，北齐营州刺史高宝宁屡次进犯北周边境。杨坚担任丞相时，高宝宁联合契丹、靺鞨起兵反叛北周。杨坚因为中原战乱很多，来不及讨伐高宝宁，下文书劝降高宝宁未能成功。开皇初年，高宝宁联合突厥围攻北平郡。开皇三年（583年）四月，隋文帝诏令阴云率领八位总管，统帅步兵骑兵数万人从卢龙塞出兵讨伐高宝宁。高宝宁向突厥求援，当时卫王杨爽等隋朝将军几路北伐突厥，突厥无法救援高宝宁。开皇三年四月庚辰（583年5月9日），阴云在黄龙城击败高宝宁，高宝宁放弃黄龙城逃到碛北，黄龙城周边各县都被隋朝平定。阴云撤军，留开府成备镇守黄龙城。高宝宁又派遣儿子高僧伽率率领轻装骑兵掠夺黄龙城下而后离去，不久就引领契丹、靺鞨的军队来进攻黄龙城，成备苦战几天对方才撤军。阴云认为高宝宁是忧患，于是重金悬赏高宝宁，又派人暗中离间高宝宁的亲信赵世摸、王威等人。一个多月后，赵世摸率领部众投降，高宝宁再度逃到突厥，被部下赵修罗杀死，隋朝北部边境因此安宁，阴云获得赏赐丝织品一千段。开皇三年五月廿日（583年6月15日），阴云因病在幽州去世，虚岁四十一。开皇三年岁次癸卯十一月丙申朔廿五日（583年12月15日）葬于京兆郡长安县，隋文帝诏令赠予司空公、幽安平营易蔚六州诸军事、六州刺史，谥号武。

## 家庭

### 曾祖
- 阴志足，北魏镇远将军、武威郡太守[3]

### 祖父
- 阴买仁，银州刺史[3]

### 父亲
- 阴嵩，北周使持节、骠骑大将军、开府仪同三司、夏州刺史、利仁县侯[3]

### 子女
- 阴世师，隋朝右翊卫将军、赵郡公

## 延伸阅读
[在维基数据编辑]
 《北史·卷073》，出自李延壽《北史》
 《隋書·卷39》，出自魏徵《隋书》